# カーメイト
株式会社カーメイトは、東京都豊島区に本社を置く、カー用品などを製造・販売している企業である。

## 沿革
- 1965年3月 カーメイト創業。

衝突時のむち打ち症を防ぐ製品「ヘッドレスト」を発売。
- 1966年6月 株式会社カーメイト設立。
- 1994年6月 株式を店頭公開（現在のジャスダック）。

## 主な製品
- 車用キャリア
- フィッシング
- ポータブルトイレ
- 自転車
- スノーボード
- チャイルドシート
- 非金属タイヤチェーン
- エンジンスターター
- カーセキュリティー
- WAX（ワックス）
- 洗車用品
- ガソリン添加剤
- カーエアコンフィルター
- 空気清浄機
- ハンズフリー・マイクロフォン
- シフトノブ・ペダル
- ハロゲンランプ
- 芳香剤・消臭剤
- 緊急車両・現金輸送車用助手席ナビミラー。